# Fons Ferchyer
Fons Ferchyer est un footballeur belge devenu entraîneur. Il dirige les joueurs de La Gantoise de 1943 à 1945.